# Germanij
Germanij je kemijski element atomskog (rednog) broja 32 i atomske mase 72,64(1). U periodnom sustavu elemenata predstavlja ga simbol Ge.
Germanij je sivobijel, jako krhak polumetal. Po rasprostranjenosti je najrijeđi element ugljikove skupine u prirodi. Nalazimo ga samo u spojevima, u silikatima i sulfidnim rudama. Uz silicij, germanij ima veliku primjenu kao poluvodič, jer mu vodljivost raste porastom temperature. Koristi se i za izradu optičkih dijelova (leće i dr.) kao i legirajući element mnogih metala (Sn, Al, Mg, Au).

Ime je dobio po starom narodu Germanima.